# واراها
واراها (سانسکریت: वराह Varāha، "گراز") آواتارای خدای هندو ویشنو، به شکل گراز است. واراها معمولاً به عنوان سومین داشاواتارا، از ده آواتار اصلی ویشنو، فهرست شده است.